# Sofijiwśka Borszczahiwka
Sofijiwśka Borszczahiwka (ukr. Софіївська Борщагівка) – wieś na Ukrainie, w obwodzie kijowskim, w rejonie buczańskim, w hromadzie Borszczahiwka. W 2001 liczyła 6571 mieszkańców, spośród których 6226 wskazało jako ojczysty język ukraiński, 302 rosyjski, 1 bułgarski, 16 białoruski, 3 ormiański, 7 polski, a 16 inny.
Na terenie wsi znajduje się od 1991 roku klasztor sióstr karmelitanek bosych z Polski.